# 石川嘉枝
石川 嘉枝（いしかわ よしえ、1954年4月2日 - ）は、日本の元女子バレーボール選手。

## 来歴
東京都新宿区出身。名古屋市立桜台高等学校を経て、1973年に日本リーグのユニチカ貝塚（当時）に入団。
ブロックの名手として知られ、1977年の日本リーグ準優勝に貢献しブロック賞を獲得、翌年にもブロック賞獲得。1979-80シーズンではコーチ役に退いたがリーグ戦第2戦目から一線に復帰し、同期の横山樹理とともにユニチカ優勝の原動力となり、自らも3年連続となるブロック賞およびベスト6賞に輝いた。日本リーグ歴代通算ブロック本数でもベスト10入りをマークしている。
1978年に全日本入りを果たし、1978年の世界選手権では銀メダルを獲得した。1980年、モスクワオリンピック出場メンバーに選出されたが、西側諸国のボイコットによりオリンピック出場は幻となった。

## 球歴
- 全日本代表 - 1978-1980年
- 全日本代表としての主な国際大会出場歴
  - 世界選手権 - 1978年

## 受賞歴
- 1978年 - 第11回日本リーグ ブロック賞
- 1979年 - 第12回日本リーグ ブロック賞
- 1980年 - 第13回日本リーグ ブロック賞、ベスト6

## 所属チーム
- 名古屋市立八王子中学校
- 桜台高校
- ユニチカ貝塚/ユニチカ（1973-1981年）